# Midi d’Ossau
Midi d’Ossau – szczyt w Pirenejach Środkowych. Leży w południowej Francji, w departamencie Pireneje Atlantyckie. Wznosi się nad doliną Ossau. Ten łatwo rozpoznawalny szczyt stał się jednym z symbolów francuskich Pirenejów, mimo iż nie posiada lodowca, ani nie należy do najwyższych szczytów Pirenejów. Leży na terenie Pirenejskiego Parku Narodowego (fr. Parc National des Pyrénées).
Prawdopodobnie pierwszym zdobywcą tego szczytu był François de Foix-Candale w 1552 r., co jednak nie jest pewne. Pierwszego odnotowanego wejścia dokonał Guillaume Delfau 2 października 1797 r.
Latem 1931 r., w trakcie badań nad pasterstwem pirenejskim, szczyt usiłowała zdobyć polska etnografka Zofia Hołub-Pacewiczowa z towarzyszem, jednak po przebyciu ponad 2/3 drogi zmuszona była zawrócić na skutek załamania pogody.

## Przypisy

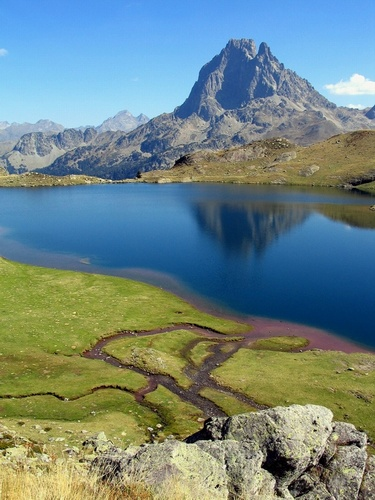
Midi d’Ossau i jezioro Lac Gentau